# Javier Toyo
Javier Eduardo Toyo Barcenas (Caracas, Distrito Capital, Venezuela, 12 de octubre de 1977) es un exfutbolista venezolano que jugaba como portero y su último equipo fue Yaracuy Fútbol Club de la Segunda División de Venezuela.

## Trayectoria
Con el Caracas FC ha tenido actuación internacional en la Copa Libertadores 1996, 2004, 2005, 2006, 2007, en Copa Pre Libertadores 1998, 2001 y Copa Merconorte 1998 y 1999.
Cumplió su partido 200 con el Caracas FC en el partido de la Copa Venezuela el 11-10-07 contra el Aragua FC con resultado de 1-1, disputando los 90 minutos.

### Bucaramanga
El 17-12-07 se dio a conocer que se iba rumbo a Colombia al Atlético Bucaramanga durante 1 año gracias a Rafael Dudamel que tiene conocidos en el Atlético Bucaramanga, se negoció con el Caracas FC y fue cedido a prestamó durante 1 año con opción a compra.
El 22-1-08 debutó con el Atlético Bucaramanga en el Cuadrangular Feria del Sol contra el Deportivo Táchira FC con resultado de 1-1, lo que conllevo a que se definiera la suerte desde los once pasos, en el que el guardameta Javier Toyo se convirtió en figura, al atajar dos de los cuatro lanzamientos del combinado aurinegro clasificándolos a la final y en la final dejó su portería a cero contra el Júnior de Barranquilla ganando 1-0 y quedando Campeones.
El 3-2-08 debutó en un partido oficial con el Atlético Bucaramanga contra el Cúcuta Deportivo con el resultado de 1-0 dejando su portería a cero.
Con el Bucaramanga dejó 4 veces la portería a cero. El club no ejerció la opción de compra por el portero y este regresó al Caracas FC de cara a la temporada 2008/2009.

## Selección nacional
- Ha jugado con las categorías menores de la selección disputando los: Juegos Centroamericanos y del Caribe 1998 en Maracaibo.

- Debutó en la Selección de fútbol de Venezuela en un partido amistoso disputado contra Jamaica el 28 de abril con resultado de 1-2 a favor de Jamaica.

### Campeonato Sudamericano Sub-20
| Sudamericano Sub-20 | Sede   | Resultado  | PJ | Goles |
| ------------------- | ------ | ---------- | -- | ----- |
| Sudamericano 1997   | Brasil | Fase final |    |       |

### Preolímpico Sudamericano Sub-23
| Preolímpico Sub-23 | Sede   | Resultado    | PJ | Goles |
| ------------------ | ------ | ------------ | -- | ----- |
| Preolímpico 2000   | Brasil | Primera fase | 1  | 0 (2) |

- Disputó 1 partido contra Ecuador entrando en el minuto 57' y recibiendo 2 goles.

### Toyo en la Vinotinto
| Detalle                  | Juegos | Goles  |
| ------------------------ | ------ | ------ |
| Copa América             | 0      | 0 (0)  |
| Eliminatorias al Mundial | 0      | 0 (0)  |
| Amistosos                | 11     | 0 (19) |
| Total                    | 11     | 0 (19) |

(19 ) Goles recibidos

### Participaciones en Copa América
| Copa América      | Sede      | Resultado        | PJ | Goles |
| ----------------- | --------- | ---------------- | -- | ----- |
| Copa América 2007 | Venezuela | Cuartos de final | 0  | 0     |

- En la Copa América Venezuela 2007 no participó en ningún partido, estuvo de segundo portero.

### Partidos
| # | Resultados     | Resultados | Resultados | Resultados | Fecha                   | Tipo     | Observaciones |
| - | -------------- | ---------- | ---------- | ---------- | ----------------------- | -------- | ------------- |
| 1 | Jamaica        | 2          | 1          | Venezuela  | 28 de abril de 2004     | Amistoso | (46')         |
| 2 | Venezuela      | 0          | 1          | Guatemala  | 21 de diciembre de 2004 | Amistoso | Jugó Completo |
| 3 | Ecuador        | 3          | 1          | Venezuela  | 17 de agosto de 2005    | Amistoso | (46')         |
| 4 | Estados Unidos | 2          | 0          | Venezuela  | 26 de mayo de 2006      | Amistoso | Jugó Completo |
| 5 | Venezuela      | 2          | 1          | Guatemala  | 15 de noviembre de 2006 | Amistoso | (46')         |
| 6 | Venezuela      | 2          | 0          | Suecia     | 14 de enero de 2007     | Amistoso | (72')         |
| 7 | Venezuela      | 3          | 1          | Cuba       | 24 de marzo de 2007     | Amistoso | (46')         |
| 8 | Venezuela      | 2          | 1          | Honduras   | 25 de mayo de 2007      | Amistoso | (46')         |
| 9 | Venezuela      | 2          | 2          | Canadá     | 1 de junio de 2007      | Amistoso | (46')         |
| - | Venezuela      | 3          | 4          | País Vasco | 21 de junio de 2007     | Amistoso | (30')         |
| 9 | Venezuela      | 2          | 5          | Colombia   | 30 de abril de 2008     | Amistoso | Jugó Completo |

## Clubes
| Club                        | País                 | Año         | PJ  | Goles |
| --------------------------- | -------------------- | ----------- | --- | ----- |
| Caracas FC                  | Venezuela            | 1996 - 1999 | 37  | 0     |
| UA el Vigía                 | Venezuela            | 1999 - 2000 | 8   | 0     |
| Caracas FC                  | Venezuela            | 2000 - 2007 | 218 | 0     |
| Atlético Bucaramanga        | Colombia             | 2007 - 2008 | 16  | 0     |
| Caracas FC                  | Venezuela            | 2008 - 2010 | 21  | 0     |
| Real Esppor Club            | Venezuela            | 2010 - 2012 | 66  | 0     |
| Atlético Venezuela          | Venezuela            | 2012 - 2014 | 69  | 0     |
| Metropolitanos FC           | Venezuela            | 2014 - 2015 | 30  | 0     |
| Club Barcelona Atlético     | República Dominicana | 2016 - 2017 | 21  | 0     |
| Club Atlético San Francisco | República Dominicana | 2017 - 2018 | 0   | 0     |
| Yaracuy Fútbol Club         | Venezuela            | 2018 - 2019 | 0   | 0     |

## Competiciones
- Ha jugado un total de 17 partidos de Copa Libertadores

| Competición                   | PJ  | Goles |
| ----------------------------- | --- | ----- |
| Primera División de Venezuela | 419 | 0     |
| Segunda División de Venezuela | 30  | 0     |
| Primera División de Colombia  | 16  | 0     |
| Liga Dominicana de Fútbol     | 21  | 0     |
| Copa Libertadores             | 17  | 0     |
| Copa Pre Libertadores         | 2   | 0     |
| Copa Sudamericana             | 2   | 0     |
| Selección Nacional            | 11  | 0     |
| Total de Carrera              | 518 | 0     |

## Títulos

### Campeonatos nacionales
| Título           | Club       | País      | Año       |
| ---------------- | ---------- | --------- | --------- |
| Liga venezolana  | Caracas FC | Venezuela | 1996-1997 |
| Liga venezolana  | Caracas FC | Venezuela | 2000-2001 |
| Copa Bolivariana | Caracas FC | Venezuela | 2001      |
| Liga venezolana  | Caracas FC | Venezuela | 2002-2003 |
| Liga venezolana  | Caracas FC | Venezuela | 2003-2004 |
| Liga venezolana  | Caracas FC | Venezuela | 2005-2006 |
| Liga venezolana  | Caracas FC | Venezuela | 2006-2007 |
| Liga venezolana  | Caracas FC | Venezuela | 2008-2009 |
| Copa Venezuela   | Caracas FC | Venezuela | 2009      |
| Liga venezolana  | Caracas FC | Venezuela | 2009-2010 |

### Campeonatos internacionales
| Título                    | Club                    | País                 | Año   |
| ------------------------- | ----------------------- | -------------------- | ----- |
| Liga Dominicana de Fútbol | Club Barcelona Atlético | República Dominicana | 2016- |

### Torneos internacionales amistosos
| Título                     | Club                 | País      | Año  |
| -------------------------- | -------------------- | --------- | ---- |
| Cuadrangular Feria del Sol | Atlético Bucaramanga | Venezuela | 2008 |